# Личко-крбавска жупанија
Личко-крбавска жупанија (лат. Comitatus Likensis-Corbaviensis; мађ. Lika-Krbava vármegye) била је жупанија унутар Краљевине Хрватске и Славоније, у саставу Земаља круне Светог Стефана у Аустроугарској Монархији. Средиште жупаније био је Госпић.

## Географија
Личко-крбавска жупанија граничила је с Далмацијом која је припадала Аустрији, Босном и Херцеговином која је била под заједничком аустроугарском управом, те Модрушко-ријечком жупанијом која је припадала Хрватско-славонском краљевству. Жупанија је излазила на јадранску обалу. Око 1910, имала је површину од 6.211 км2.

## Историја
Личко-крбавска жупанија формирана је 1886. године, по окончању процеса развојачења Војне крајине и накнадног прикључења крајишких области Краљевини Хрватској и Славонији. На подручјима старог Карловачког генералата, развојачење је извршено 1873. године, али те области нису одмах прикључене Краљевини Хрватској и Славонији, већ су добиле посебну земаљску управу, која се делила на шест крајишких окружја, међу којима је било и Личко-оточко окружје. Тек 1881. године, сва крајишка окружја прикључена су Краљевини Хрватској и Славонији, која је тиме добила границу на рекама Уни и Сави, али ни тада није спроведена интеграција тих области у жупанијски систем. У оквирима проширене Краљевине, прикључена окружја наставила су да постоје све до 1886. годинне, када је жупанијско уређење протегнуто и на те просторе, тако да је на подручју Личко-оточког окружја основана нова Личко-крбавска жупанија.
Након раскидања државно-правних веза с Аустријом и Угарском одлуком Хрватског сабора из 1918. постала је делом Краљевине СХС. Наставила је да постоји као административна јединица све до увођења нове обласне организације (1921-1924), када је ушла у састав Приморско-крајишке области.
- Жупаније Краљевине Хрватске и Славоније
- Окрузи и жупаније Краљевине СХС

## Становништво
Према попису из 1910. ова је жупанија бројала 204.710 становника, а према језику којим су говорили били су овако подељени:
- Српски језик: 104.036
- Хрватски језик: 100.346
- остали

## Управна подела
Почетком 20. века, жупанија је била подељена на следеће котареве:
| Котареви         | Котареви   |
| Котар            | Средиште   |
| ---------------- | ---------- |
| Бриње            | Бриње      |
| Госпић           | Госпић     |
| Грачац           | Грачац     |
| Доњи Лапац       | Доњи Лапац |
| Кореница         | Кореница   |
| Оточац           | Оточац     |
| Перушић          | Перушић    |
| Сењ              | Сењ        |
| Удбина           | Удбина     |
| Муниципални град |            |
| Сењ              |            |